# Copykill
| Figur             | Darsteller        | Deutscher Sprecher |
| ----------------- | ----------------- | ------------------ |
| Helen Hudson      | Sigourney Weaver  | Karin Buchholz     |
| M.J. Monahan      | Holly Hunter      | Cornelia Meinhardt |
| Reuben Goetz      | Dermot Mulroney   | Benjamin Völz      |
| Peter Foley       | William McNamara  | Andreas Fröhlich   |
| Daryll Lee Cullum | Harry Connick Jr. | Tobias Meister     |
| Lt. Thomas Quinn  | J. E. Freeman     | Roland Hemmo       |
| Nicoletti         | Will Patton       | Lutz Riedel        |
| Andy              | John Rothman      | Henning Gissel     |
| Susan Schiffer    | Shannon O’Hurley  | Ana Fonell         |

Copykill (englisch Copycat ‚Nachahmer‘) ist ein US-amerikanischer Thriller aus dem Jahr 1995. Die Regie führte Jon Amiel, das Drehbuch schrieben Ann Biderman und David Madsen. Die Hauptrollen spielten Sigourney Weaver und Oscarpreisträgerin Holly Hunter. Die Dreharbeiten fanden in Los Angeles und in San Francisco statt. Die Produktionskosten betrugen etwa 20 Millionen US-Dollar. Das Einspielergebnis in den Kinos der USA betrug 32 Millionen US-Dollar, in den britischen Kinos zwei Millionen Pfund Sterling. Die deutsche Synchronisation wurde von der Synchronfirma Interopa Film GmbH, Berlin erstellt, während das Dialogbuch und die Dialogregie von Lutz Riedel erstellt wurden. Der deutsche Titel Copykill ist ein Scheinanglizismus, der weder im Deutschen noch im Englischen außerhalb des Films eine Bedeutung hat.

## Handlung
Die als Profiler tätige Psychologin Helen Hudson wird nach einem universitären Vortrag über Serienmörder in der Toilette fast erhängt. Der Täter, der Serienmörder Daryll Lee Cullum, tötet dabei einen Polizisten, wird aber von einem zweiten Polizisten gestoppt.
13 Monate später verlässt Hudson wegen einer Agoraphobie, die sie wegen des Ereignisses bekommen hat, kaum noch ihre Wohnung. Als die Inspektorin M. J. Monahan nach dem dritten Fall in einer Mordserie mit ihrem Kollegen Reuben Goetz zu Hudson kommt und sie um Hilfe bittet, lehnt sie eine Mitarbeit zunächst ab. Sie betrachtet die Tatfotos nur widerwillig, weil sie an ihr eigenes Schicksal erinnert wird. Als sie schließlich ein Täterprofil erstellt, erkennt sie bei dem mit einem Strumpf erdrosselten Opfer eine Parallele zum Boston Strangler. Per E-Mail erhält sie später ein makabres Video, das auf das nächste Opfer hinweist, sich aber selbst löscht, als der von Monahan herbeigerufene Goetz es zu speichern versucht.
Wenig später entdeckt die Polizei nach einem Hippie-Festival die Leiche einer jungen Frau, die nach dem Vorbild der Hillside Stranglers getötet wurde. Der Mord an einer weiteren Frau in einem Auto nahe einer Tankstelle erinnert an David Berkowitz. Am Tatort gibt es eine Nachricht für Hudson, die den Text des Police-Songs „Murder by numbers“ enthält. Durch den Song wird klar, dass der Straftäter diese Morde begeht, um so berühmt zu werden. Da jedem gleichzeitig auch klar geworden ist, dass sie ins Visier des Serienmörders geraten ist, stellt man Hudson unter Polizeischutz, bis der Serienmörder gefasst ist.
Später findet Hudson in ihrer Wohnung einen abgetrennten Finger in einem Buch über Daryll Lee Cullum mit einer persönliche Widmung von Cullum, das vom Täter zur selben Zeit in ihrer Wohnung platziert wurde. Cullum, der im Todestrakt sitzt, behauptet anschließend per Video Hudson und Monahan gegenüber, dass Peter Kürten (falscher Name) das Buch für ihn überbracht habe, nicht wissend, dass er es so tun würde. Ein ehemaliger Mitgefangener habe Kontakt zu ihm und für das Versprechen, einen Slip und eine persönliche Widmung von Hudson zu bekommen, verrät er Zeit und Ort von einem ihrer künftigen Treffen.
Bei einer Geiselnahme im Präsidium wird Goetz jedoch später als Geisel genommen. Monahan kommt zufällig dazu und kann Goetz zunächst mit einem gezielten Schuss in den Arm, der die Waffe hält, vom Geiselnehmer befreien, jedoch greift sich dieser nochmals die Waffe und erschießt Goetz. Daher schaffen es die Polizisten nicht, den Serienmörder zu fassen.
Hudson erkennt, dass der Serienmörder die Reihenfolge der Täter von ihrer Vorlesung einhält. Nach dem Vorbild von Jeffrey Dahmer geschieht ein weiterer Mord, bei dem Peter Foley als Verdächtiger identifiziert wird. Die Polizei versucht nun, eine Kopie von Ted Bundy, den Letzten der Reihenfolge, zu verhindern, der in einer Nacht drei junge Frauen tötete. Es stellt sich aber heraus, dass er diesmal eine Änderung vorhat.
Nachdem er in der darauffolgenden Nacht eine Frau ermordet, entführt er in derselben Nacht Hudson nach der Ermordung ihrer beiden Wächter, um den Vorfall in der Toilette und damit Bundy und Cullum gleichzeitig imitieren zu können. Er platziert einen der toten Wächter so, um den toten Polizisten von damals zu imitieren und sorgt dafür, dass Monahan erfährt, was er vorhat, um sie dann dort als zweiten Polizisten zu töten, woran Cullum damals scheiterte. Monahan trägt jedoch eine Schutzweste und täuscht ihren Tod vor, während Hudson die Situation nutzt, um zu fliehen und das Dach zu erreichen. Als Foley sie dort einholt, folgt Monahan ihm, um ihn dort festzunehmen, erschießt ihn aber stattdessen, als er sie bemerkt und dort ermorden will.
Hudson, die ihre Agoraphobie durch dieses Ereignis heilen konnte, und M. J. werden wegen dieser Ereignisse Freundinnen. Währenddessen schreibt Cullum, der vom Tod von Foley erfährt, einen Brief an einen anderen Serienkiller („Conrad“) und gibt ihm Ratschläge als Gegenleistung dafür, dass er auch Hudson tötet, wobei enthüllt wird, dass er Foley auch so geholfen hat für dieselbe Gegenleistung.

## Rezeption
Copykill erhielt ein eher gutes Presseecho, was sich auch in den Auswertungen US-amerikanischer Aggregatoren widerspiegelt. So erfasst Rotten Tomatoes überwiegend wohlwollende Besprechungen und ordnet den Film dementsprechend als „Zertifiziert Frisch“ ein. Laut Metacritic fallen die Bewertungen im Mittel „Gemischt oder Durchschnittlich“ aus.
James Berardinelli bezeichnete den Film auf ReelViews als „einen der besten Serienmörder-Thriller aller Zeiten“ und verglich ihn mit dem Film Das Schweigen der Lämmer. Er lobte die Darstellung von Sigourney Weaver, obwohl er sich nicht zu den Fans der Schauspielerin zähle. Diese Darstellung bezeichnete er als „die bis dahin beste“ Rolle von Weaver.
Roger Ebert verglich den Film in der Chicago Sun-Times vom 27. Oktober 1995 mit dem Thriller Sieben, bezeichnete ihn jedoch als weniger düster. Er lobte die Darstellungen von Sigourney Weaver und Holly Hunter.
Ulrich Behrens lobte auf filmstarts.de die „stimmige“ Atmosphäre und die „schlüssige“ Handlung.

„Die blutgetränkten Details des Geschehens und die Uniformität der Story werden in einigen Szenen gegen den Strich inszeniert und gespielt: zwei gegensätzliche Frauenfiguren und die Spannung einer klaustrophobischen Situation interessieren mehr als die dramatischen Klischees, mit denen der Film um Aufmerksamkeit wirbt.“

„[Verglichen mit Sieben] ist Copykill der sympathischere Thriller. Obwohl das Buch oft unfokussiert und unlogisch ist, funktioniert das Rätsel im Kern und Regisseur Jon Amiel […] erzeugt viel Spannung, indem er den Figuren neben der Action genug Raum lässt.“

Jon Amiel, Sigourney Weaver und Holly Hunter gewannen 1996 Preise des Cognac Festival du Film Policier. Christopher Young wurde 1996 für die Filmmusik für den Saturn Award nominiert.